# Trebel
Trebel är en 74 km lång biflod till Peene floden i nordtyska förbundslandet Mecklenburg-Vorpommern. Åns nedre loop bildade gränsen mellan de historiska staterna Vorpommern och Mecklenburg.

## Sträckning
Trebel uppstår genom sammanflödet av Poggendorfer Trebel och Kronhorster Trebel vid Grimmen. Därifrån rinner ån västerut till staden Tribsees, där ån vänder sig mot söder. Vid denna staden börjar åns nedre loop, som bildar gränsen mellan landsdelarna Mecklenburg och Vorpommern (fram till 1815: Svenska Pommern). 
Vid orten Bassendorf mynnar ån Warbel ut  i Trebel och därifrån flyter ån i sydostlig riktning mot Demmin, där ån Trebel mynnar ut i floden Peene.

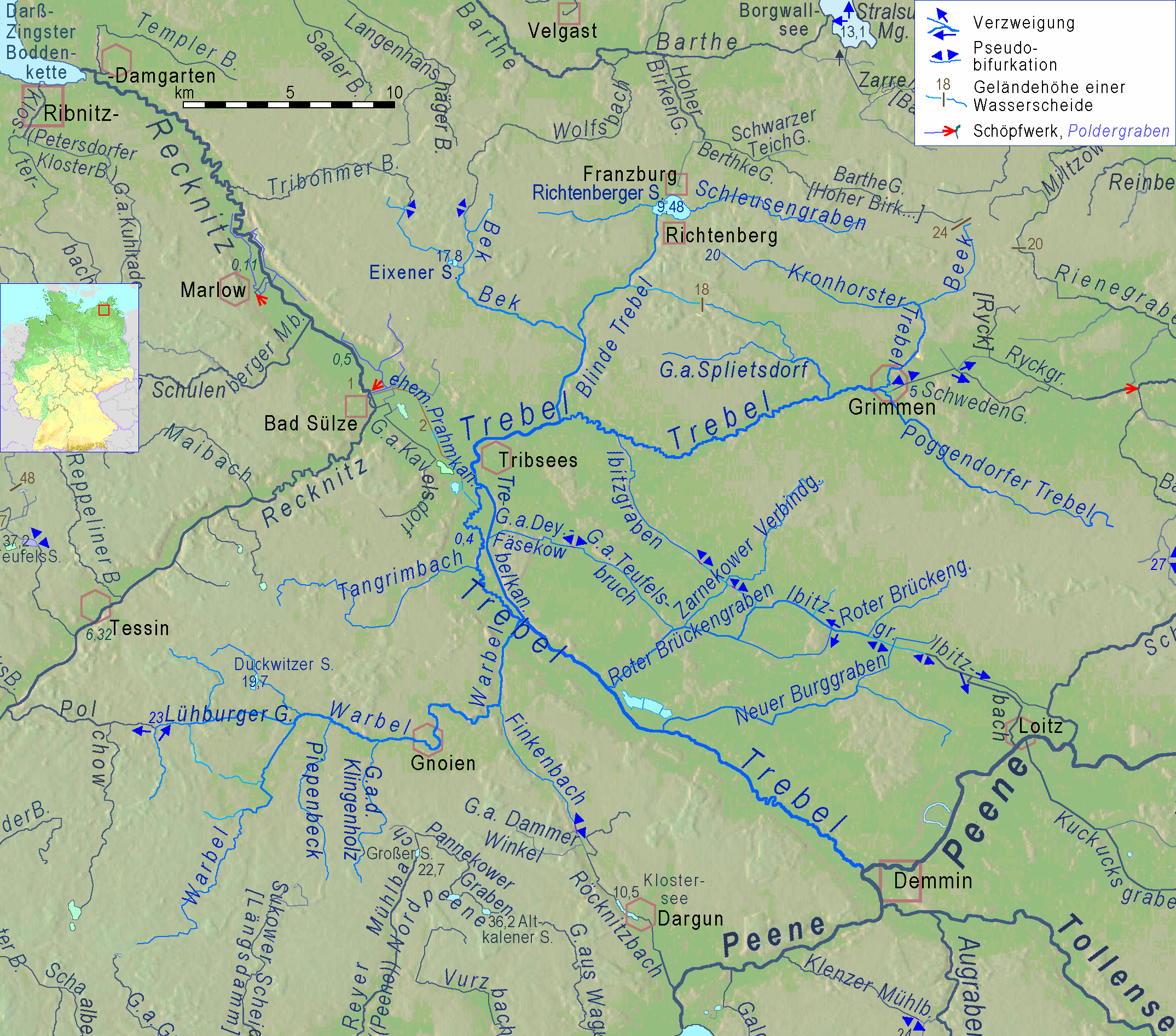
Karta